# Sulcia montenegrina
Sulcia montenegrina är en spindelart som först beskrevs av Josef Kratochvíl och Miller 1939.  Sulcia montenegrina ingår i släktet Sulcia och familjen Leptonetidae.
Artens utbredningsområde är Montenegro. Inga underarter finns listade i Catalogue of Life.